# Jim Davis (politico)
James Oscar Davis III, detto Jim (Tampa, 11 ottobre 1957), è un politico e avvocato statunitense proveniente dallo stato della Florida. Fu membro della Camera dei Rappresentanti per la Florida dal 1997 al 2007, rappresentando l'11° distretto, dopo essere stato delegato alla Camera dei rappresentanti della Florida dal 1988 al 1996. Fu il candidato democratico per la carica di Governatore della Florida alle elezioni del 2006, ma fu sconfitto dal repubblicano Charlie Crist.

## Biografia
Nato a Tampa, Davis si laureò in legge all'Università della Florida e negli anni ottanta lavorò presso alcuni studi legali privati.
Nel 1989 venne eletto come democratico all'interno della legislatura statale della Florida, divenendo anche leader della maggioranza dal 1995 al 1996.

## Camera dei rappresentanti degli Stati Uniti
Davis si candidò nell'11° distretto, nell'area di Tampa, nel 1996, dopo che Sam Gibbons, l'unico rappresentante del distretto sin dalla sua creazione nel 1963, aveva annunciato il ritiro. Nonostante Gibbons avesse sostenuto Davis come suo successore, Davis finì secondo su quattro nelle primarie democratiche, dopo l'ex sindaco di Tampa Sandra Freedman. Vinse il ballottaggio con il 56% dei voti.
Affrontò il repubblicano Mark Sharpe alle elezioni generali; le previsioni erano di una competizione elettorale combattuta, specialmente per il fatto che Sharpe aveva quasi sconfitto Gibbons nel 1994 e nel 1992. Davis tuttavia vinse con un margine di 15 punti percentuali, anche per effetto della vittoria di Bill Clinton nel distretto. Dopo aver sconfitto un repubblicano nel 1998, Davis dovette affrontare solo candidati libertari nel 2000 e nel 2004, e vinse senza opposizione nel 2002.
Davis fu uno dei presidenti della New Democrat Coalition alla Camera dei rappresentanti, affiliata al centrista Democratic Leadership Council.
Il 10 ottobre 2002 Jim Davis fu tra gli 81 democratici alla Camera che votarono a favore dell'autorizzazione dell'invasione dell'Iraq.

## Candidatura a governatore del 2006

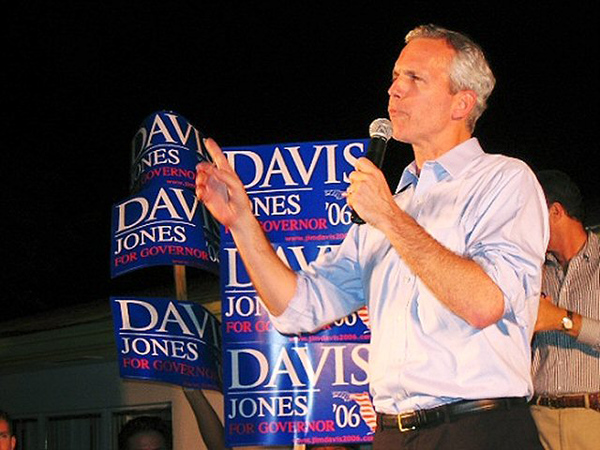
Davis durante la campagna a Wilton Manors

Davis annunciò la candidatura a governatore della Florida nel 2005 e vinse le primarie democratiche il 5 settembre 2006; sconfisse l'allora senatore dello stato Rod Smith con il 46% contro il 42%.
Ricevette il sostegno dell'ex Presidente Bill Clinton, del senatore della Florida Bill Nelson, del senatore dell'Illinois Barack Obama, dell'ex governatore e senatore Bob Graham, dell'ex governatore Buddy MacKay, dell'ex first lady Rhea Chiles (moglie di Lawton Chiles), dell'ex sindaco di Tallahassee e presidente del Partito Democratico della Florida Scott Maddox, del presidente del Partito Democratico di Miami-Dade Jimmy Morales, oltre a quello dei rappresentanti Alcee Hastings, Robert Wexler, Corrine Brown e Debbie Wasserman Schultz.
Perse la contesa elettorale contro il Procuratore generale della Florida Charlie Crist, che ottenne il 52% contro il 45% di Davis.